# Metodo (filosofia)
Il termine metodo (dal greco μέϑοδος, composto di μετα- (in direzione di, in cerca di) e ὁδός (via, cammino) indica, in senso generale, un comportamento diretto al fine di istituire un ordine razionale in una ricerca e, in termini specifici, le regole e i principi nella procedura da adottare per l'acquisizione di una conoscenza indirizzata al conseguimento di un'azione efficace.

## Filosofia antica
Già nel suo Poema sulla natura Parmenide indica la via "all'in su" dell'Essere da seguire verso la dimora della dea Dike (dea della Giustizia) la quale condurrà chi ricerca la conoscenza al «cuore inconcusso della ben rotonda verità». La dea infatti che protegge l'ordine del cosmo è garante anche dell'ordine logico cioè del corretto filosofare. La stessa dea mostra al filosofo la via "all'in giù" dell'opinione, che conduce all'apparenza e all'inganno.

Con Socrate il metodo si colora di implicazioni morali e riguarda la tecnica da seguire nel dialogo al fine di ottenere quella verità che nella dialettica platonica viene basata su due procedure logico-metafisiche complementari:
- il riportare (συναγωγή) la molteplicità delle cose sensibili alle idee universali, oppure da una molteplicità di idee alla somma unica idea da cui derivano tutte le altre,
- la strada all'inverso tramite la divisione (διαίρεσις) per giungere alla definizione di un concetto partendo da un concetto più vasto e procedendo per mezzo di una concatenazione di divisioni (diairesi discendente) ciascuna basata sulla indicazione di differenti proprietà: si passa in questo modo attraverso una successione discendente di sotto-classi che termina quando si ottiene la definizione cercata, connotata da una proprietà che si adatta unicamente all'oggetto della ricerca.

Aristotele basa il suo metodo sul sillogismo che opera con la deduzione dall'universale al particolare e da premesse «vere, prime, immediate, più note della conclusione, anteriori a essa e cause di essa».
Assieme al metodo sillogistico ebbe storicamente fortuna nella ricerca la procedura adottata nel metodo esposto negli Elementi di Euclide consistente in assiomi risultanti da una concatenazione di teoremi basati su postulati e definizioni unici e ben determinati. Anche i Neoplatonici adottarono un metodo assiomatico-deduttivo.

## Età moderna
Dalla metà del XVI secolo accanto al metodo sillogistico e a quello euclideo si teorizza l'utilità per la ricerca scientifica del metodo basato sul procedimento di analisi e sintesi derivante dalla eredità matematica alessandrina e dalle nuove scienze della natura che mostravano la necessità di un metodo fondato sull'induzione e l'ipotesi. Le nuove discipline derivate dalla fisica, come la dinamica e la cinematica, mettevano da parte il metodo aristotelico e ci si riferiva all'analisi quantitativa per la comprensione del movimento dei corpi e alla ricerca delle cause efficienti per la definizione dei fenomeni naturali.

### Metodo baconiano
Nel Novum Organum (1620) Francesco Bacone pone i primi elementi del metodo empiristico-induttivo ancora diverso da quello sperimentale: Bacone si rifà infatti a un certo sistema di ordinamento e classificazione della retorica rinascimentale e ignora quasi del tutto la funzione della matematica. Alla parte distruttiva del Nuovo Organo con l'elenco degli "idola" segue genericamente l'indicazione di un metodo basato sull'osservazione e l'enumerazione dei casi particolari di un determinato fenomeno per arrivare a una legge universale. La matematica è esclusa dalla procedura poiché Bacone è convinto che la natura sia un intrigo, una "selva" di fenomeni che essa custodisce e che bisogna invece sottrarle con la forza quasi con lo stesso metodo usato nella procedura giudiziaria: «i segreti della natura si rivelano sotto la tortura degli esperimenti più di quando seguono il loro corso naturale.»

### Metodo galileiano
Agli antipodi del metodo baconiano è quello galileiano basato su una visione dell'universo scritta in un linguaggio matematico i cui ««caratteri son triangoli, cerchi, ed altre figure geometriche, senza i quali mezi è impossibile a intenderne umanamente parola.»
Da questa convinzione ne deriva per il metodo galileiano la necessità di distinguere tra qualità oggettive e qualitative dei corpi. Alle prime vanno annoverate tutte quelle caratteristiche che la scienza antica riportava al concetto di sostanza mentre le qualitative sono quelle che il soggetto percepisce momentaneamente tramite i sensi come accade per i sapori, gli odori, colori ecc. Partendo da questo presupposto la scienza della natura non andrà più alla ricerca di cosa permane nel continuo divenire ma del come si sviluppano i fenomeni naturali da trasferire in termini matematici nelle leggi. Il metodo galileiano opererà dunque un'implicazione tra ipotesi deduttive non più qualitative ma espresse in termini matematici e la verifica sperimentale empirica di quei dati oggettivi.

### Il metodo da Cartesio a Hegel
Cartesio nel suo Discorso sul metodo enuncia sinteticamente le quattro regole del suo metodo: non prendere per vero se non quello che appare chiaro e distinto alla nostra mente, scomporre con l'analisi il problema da risolvere nelle sue parti più semplici e risalire con la sintesi alle nozioni più complesse e infine la verifica da realizzare con l'enumerazione (controllo dell'analisi) e la revisione (controllo della sintesi).
Sebbene Cartesio indicasse solo nell'analisi la «vera via attraverso la quale una cosa è stata metodicamente e come a priori scoperta» e giudicasse secondario l'utilizzo negli argomenti metafisici del metodo sintetico-euclideo, invece negli ambienti cartesiani si sviluppò la tendenza a estendere il metodo sintetico a ogni aspetto della filosofia così come indicava Louis Mayer nella sua prefazione alla dimostrazione geometrica delle prime due parti dei Principi di filosofia (1644), opera cartesiana che sarà pubblicata nel 1663 da Spinoza, che applicherà proprio quel metodo sintetico-euclideo nell'Ethica more geometrico demonstrata (post. 1677).
Una certa fortuna ebbe nella Germania del XVIII secolo il metodo geometrico che Wolff tentò di applicare ai più diversi aspetti del sapere sino a quando con John Locke il metodo di analisi delle idee descritto nel Saggio sull'intelletto umano (1690) diviene il punto di riferimento della filosofia che si rifaceva così al metodo sperimentale. Infatti Locke confermava la convinzione del razionalismo cartesiano che attribuiva carattere di verità assoluta alle conoscenze geometriche-matematiche e logiche formali ma escludeva che queste connessioni tra le idee volessero poi dire conoscere la realtà:
Esiste dunque una verità come connessione di idee, e una verità dove le idee corrispondono alla realtà: questa verità non è più assicurata dal razionalismo di tipo cartesiano ma deve essere messa al vaglio dell'esperienza.
Immanuel Kant però contesterà che il metodo euclideo possa valere per una metafisica che pretenda di presentarsi per certezza di conoscenza come una scienza analoga alla fisica galileiano-newtoniana poiché «le definizioni filosofiche non sono che esposizioni di concetti dati, mentre quelle matematiche sono costruzioni di concetti originariamente foggiati», le prime si originano «analiticamente, per scomposizione (senza certezza apodittica della loro compiutezza), le seconde, invece, sinteticamente», con la conseguenza che «in filosofia non è lecito prendere a modello la matematica, muovendo dalle definizioni, tranne che a titolo di esperimento».

## Età contemporanea
Georg Wilhelm Friedrich Hegel esprime il definitivo tentativo di fare della filosofia una scienza universale alla quale si rifanno tutti i principi delle "scienze particolari". A questo fine bisognerà abbandonare le procedure analitico-sintetiche della matematica poiché «in quanto la filosofia ha da essere scienza, essa non può [...] togliere a prestito il metodo, in questo intento, da una scienza subordinata, come la matematica».
Il metodo è allora nello stesso ambito della filosofia, identificato con il «movimento del concetto stesso» nel suo sviluppo triadico-dialettico che si presenta come «risoluzione immanente, nella quale l'unilateralità e la limitatezza delle determinazioni intellettuali si esprime come ciò che essa è, ossia come la sua negazione».
Compito primario del positivismo ottocentesco con la sua esaltazione della scienza diviene la precisa definizione del metodo scientifico tentata da Auguste Comte e William Whewell.
Il Circolo di Vienna nel XX secolo s'incaricherà di elaborare un metodo scientifico parte integrante della nuova filosofia della scienza che dovrà analizzare le trasformazioni concettuali derivate dalle scoperte della fisica quantistica e relativistica, dallo studio dei fondamenti della matematica e sul ruolo assiomatico della logica formale per cui la filosofia scientifica:
Husserl propose il metodo della fenomenologia, mentre Gadamer in Verità e metodo suggerì quello dell'ermeneutica.
Ai principi espressi dal neopositivismo quali quello della verifica empirica di un'asserzione, dell'uso del metodo scientifico e dei procedimenti analitici basati sulla logica formale Karl Popper ha contrapposto la constatazione che la scoperta scientifica non avviene per un passaggio dalle osservazioni empiriche all'elaborazione della teoria ma dalla iniziale posizione di ipotesi che devono essere verificate dai fatti tramite tentativi di falsificazione. Questo vuol dire che «la base empirica delle scienze oggettive non ha in sé nulla di "assoluto"» date le caratteristiche di provvisorietà delle ipotesi scientifiche.
Dalle posizioni di Popper si è sviluppato nel secondo Novecento un dibattito teorico che in particolare con Thomas Kuhn che ha evidenziato come non possono indicarsi regole univoche per il metodo scientifico e come non sia possibile una definizione razionale e una commensurabilità delle teorie scientifiche: ne deriva così un antiempirismo per cui i cosiddetti "fatti" sono sempre «carichi di teoria» e i «paradigmi» scientifici in contrasto tra loro «ci dicono cose differenti sugli oggetti che popolano l'universo e sul comportamento di tali oggetti». Diventa perciò determinante per la conoscenza l'analisi della storia delle scienza mettendo da parte l'idea che vi sia un reale progresso scientifico. Con Paul Feyerabend la teoria di Kuhn viene estremizzata sino a sostenere una visione "anarchica" della conoscenza
per cui anything goes, «qualsiasi cosa può andar bene» poiché non vi è un'implicita razionalità nella scienza che tanto meno può presumere di prevalere su le altre attività dell'uomo.